# Stig Sundqvist
Stig Sundqvist (Boden, 1922. május 22. – Jönköping, 2011. augusztus 3.) svéd válogatott labdarúgó, edző.

## Sikerei, díjai

### Klub
- IFK Norrköping
  - Svéd első osztály bajnoka: 1942-43, 1944-45, 1945-46, 1947-48
  - Svéd kupa: 1943, 1945
- AS Roma
  - Seria B bajnok: 1951-52